# Вінтроп (Міннесота)
Вінтроп (англ. Winthrop) — місто (англ. city) в США, в окрузі Сіблі штату Міннесота. Населення — 1332 особи (2020).

## Географія
Вінтроп розташований за координатами 44°32′36″ пн. ш. 94°21′40″ зх. д. / 44.54333° пн. ш. 94.36111° зх. д. (44.543347, -94.361221).  За даними Бюро перепису населення США в 2010 році місто мало площу 2,75 км², уся площа — суходіл.

## Демографія
Згідно з переписом 2010 року, у місті мешкало 1399 осіб у 574 домогосподарствах у складі 355 родин. Густота населення становила 509 осіб/км².  Було 640 помешкань (233/км²).
Расовий склад населення:
| - 93,4 % — білих - 0,7 % — корінних американців - 0,5 % — чорних або афроамериканців - 0,5 % — азіатів - 3,9 % — осіб інших рас |

До двох чи більше рас належало 1,1 %. Частка іспаномовних становила 7,4 % від усіх жителів.
За віковим діапазоном населення розподілялося таким чином: 25,9 % — особи молодші 18 років, 52,1 % — особи у віці 18—64 років, 22,0 % — особи у віці 65 років та старші. Медіана віку мешканця становила 41,7 року. На 100 осіб жіночої статі у місті припадало 91,4 чоловіків;  на 100 жінок у віці від 18 років та старших — 85,5 чоловіків також старших 18 років.
Середній дохід на одне домашнє господарство  становив 58 864 долари США (медіана — 48 828), а середній дохід на одну сім'ю — 69 611 долар (медіана — 68 750). За межею бідності перебувало 19,0 % осіб, у тому числі 40,9 % дітей у віці до 18 років та 6,4 % осіб у віці 65 років та старших.
Цивільне працевлаштоване населення становило 682 особи. Основні галузі зайнятості: виробництво — 24,5 %, освіта, охорона здоров'я та соціальна допомога — 24,0 %, мистецтво, розваги та відпочинок — 11,7 %, роздрібна торгівля — 10,0 %.